# Edward Israel
Edward Israel, né le 1er juillet 1859 à Kalamazoo (Michigan) et mort le 27 mai 1884 à Cape Sabine (Canada) est un astronome et explorateur polaire américain.

## Biographie

### Premières années
Edward Israel naît le 1er juillet 1859 à Kalamazoo (Michigan). Il est le fils de Mannes et Tillie Israel, premiers Juifs installés à Kalamazoo. Il choisit d'étudier l'astronomie à l'Université du Michigan. Diplômé en 1881, il est engagé quelque temps avant pour servir d'astronome dans une expédition officielle américaine en Arctique. Il retourne brièvement à Kalamazoo pour rendre visite à sa famille.

### L'expédition
Le 28 avril 1881, il fait ainsi partie des 23 membres de l'expédition de la baie Lady Franklin sous le commandement de Adolphus Greely et reçoit la mission de collecter des données astronomiques, magnétiques et météorologiques. Partie de Washington le 9 juin 1881, l'expédition arrive à Terre-Neuve à la fin du mois puis se rend en Baie Lady Franklin. L'équipage y reste deux ans dans un camp nommé Fort Conger.
En 1882, le navire d'approvisionnement annuel n'arrive pas et en août 1883, l'expédition commence à manquer de fournitures. Guidé par les données astronomiques d'Israël, les hommes essaient de trouver le navire et atteignent le Cap Sabine où ils constatent que le navire de ravitaillement a sombré après avoir heurté de la glace.
Les hommes luttent contre la faim durant l'hiver 1883, dans un climat de mésentente. Trois semaines avant que l'équipage de l'expédition ne soit secouru par la marine américaine, Edward Israel meurt. Son corps est rapatrié le 11 août 1884.

## Hommage
Inhumé dans le cimetière juif de Kalamazoo, l’État du Michigan a fait ériger sur sa tombe une plaque commémorative en 1972.
Un des survivants écrits sur lui :
« Everyone was his friend. He had no enemies. His frankness, his honesty, and his noble generosity of nature had won the hearts of all his companions. His unswerving integrity during these months of agony has been a shining example; and although his sacrifices were lost to a few, still the effect has produced good fruit. For lack of strength we could not bury him today. »
— 
soit en français :

« Tout le monde était son ami. Il n'avait aucun ennemi. Sa franchise, son honnêteté et sa noble générosité de nature avait gagné le cœur de tous ses compagnons. Son inébranlable intégrité pendant ces trois mois d'agonie a été un brillant exemple ; et bien que ses sacrifices fussent perdus de quelques-uns, l'effet a toujours produit de bons fruits. Par manque de force nous ne pouvions pas l'enterrer aujourd'hui. »